# Gao Xiaosheng
Gao Xiaosheng (chinesisch 高晓声, Pinyin Gāo Xiǎoshēng; * 8. Juli 1928 in Wujin, Provinz Jiangsu; † 6. Juli 1999 in Wuxi, Provinz Jiangsu) war ein chinesischer Schriftsteller.

## Leben
Gao Xiaosheng wurde als Sohn eines Lehrers geboren. Er studierte nach dem Schulabschluss zunächst Wirtschaftswissenschaften an einer privaten Hochschule in Shanghai. Er brach das Studium 1949 ab und studierte dann für ein Jahr Journalistik an der Fachhochschule Sunan für Medienwissenschaften in Wuxi. Von 1950 bis 1957 war er als Kulturfunktionär im Kulturamt der Region Sunan und der Provinzregierung von Jiangsu tätig. Ab Anfang der 1950er Jahre betätigte er sich literarisch und verfasste Kurzprosa. Im Jahr 1957 wurde er in den Schriftstellerverband der Provinz Jiangsu aufgenommen und arbeitete hauptberuflich als Schriftsteller. 1957 gehörte er gemeinsam mit Lu Wenfu zu einer Gruppe junger Schriftsteller, die die Gründung einer Vereinigung und Zeitschrift Tansuozhe planten. Er schrieb für die Zeitschrift die Ankündigung. Gao Xiaosheng wurde als Rechtsabweichler verurteilt. Er erhielt Schreibverbot und wurde auf das Land verbannt. Er lebte dort als Bauer und galt als verschollen. Erst 1979 erfolgte seine Rehabilitierung. Er war dann bis zu seinem Tod Mitglied des Vorstandes des Chinesischen Schriftsteller Verbandes und Vizevorsitzender des Schriftstellerverbandes der Provinz Jiangsu.
In seinen frühen Werken beschäftigte er sich mit dem Leben der Bauern nach dem Sieg der Kommunistischen Partei Chinas. Diese Werke werden heute nur noch wenig beachtet. In seinen Erzählungen ab 1979 widmete er sich der realistischen Darstellung des ländlichen Lebens in China, wobei er sich auch satirischer Mittel bediente und auf seine eigenen Erfahrungen zurückgreifen konnte. Diese literarische Phase gilt als seine Blütezeit.

## Werke (Auswahl)
- Zoushang, Theaterstück, 1955, gemeinsam mit Ye Zhicheng
- Buxing, 1957
- Li Shunda zao wu, 1979 (deutsch: Li Shunda baut ein Haus)
- Chen Huansheng shang cheng, 1980
- Loudouhu zhu, 1979
- Mangchang de yitian, 1979
- Qianbao, 1980
- Chen Huansheng zhuanye, 1981
- Shui donliu, 1981
- Nijiao, 1983
- Qingtian zai shang, Roman, 1991
- Chen Huansheng shang cheng chuguo ji, Roman 1992